# Jalal ud din Firoz Khalji

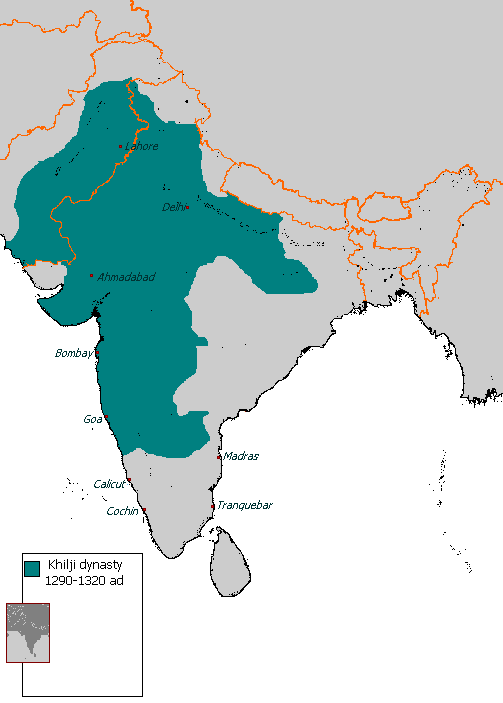
Sultanat von Delhi unter der Khalji-Dynastie

Jalal ud din Firoz Khalji (Urdu جلال الدین فیروز خلجی, auch Jalal ud din Firoz Khilji; † 20. Juli 1296) aus dem türkisch- bzw. turkmenischstämmigen Khalji-Stamm war der Begründer der Khalji-Dynastie des Sultanats von Delhi. Er regierte von 1290 bis 1296 von Kilughari aus, einer Vorstadt von Delhi.

## Biografie
Jalal ud din Firoz Khalji wurde in Qalat im Südosten Afghanistans geboren; sein Geburtsjahr ist jedoch unklar. Er muss bereits lange in Nordindien gelebt haben, denn das nächste bekannte Ereignis ist die Lehensübertragung der Gegend um Baran im Osten des heutigen Rajasthan durch Sultan Muiz ud din Qaiqabad und seine Ernennung zum Heerführer. Als Qaiqabad einen Schlaganfall erlitt, marschierte Firoz in Richtung Delhi, wo seine Söhne den noch kindlichen Sohn Qaiqabads gefangen nahmen. Die Noblen des Reiches erkannten Firuz als ihren Führer an und Qaiqabad wurde ermordet.
Als Herrscher des Sultanats von Delhi setzte er seinen jüngeren Bruder sowie seine Söhne und Neffen in hohe Staatsämter ein. Im Jahr 1292 gelang es seiner Armee, ein mongolisches Heer zurückzuschlagen, doch im Jahr 1296/7 wurde er durch seinen Neffen Ala ud-Din Khalji ermordet.
Sein Grabmal steht in Kaushambi ca. 12 km östlich von Delhi.

## Nachfolge
Ala ud-Din Khalji (reg. 1296–1316) wurde sein Nachfolger und der bedeutendste Sultan der Khalji-Dynastie.